# Ceuta
Ceuta (wym. ['θewta], hiszp. Ciudad Autónoma de Ceuta) – hiszpańska jednostka administracyjna − miasto i twierdza położone na afrykańskim cyplu tworzącym Cieśninę Gibraltarską, niemal naprzeciw Gibraltaru. Jest eksklawą na terytorium Maroka. Powierzchnia około 19,7 km². Liczba mieszkańców: 84 959 (2017). Pod względem administracyjnym Ceuta jest miastem autonomicznym, poprzednio należała do hiszpańskiej prowincji Kadyks. W Ceucie znajduje się najbliższy Europie port afrykański i baza marynarki wojennej. Podobnie jak Melilla, tworzy jednomandatowy okręg wyborczy do hiszpańskiego Kongresu Deputowanych, jednej z dwóch izb parlamentu (Kortezów Generalnych).
Ceuta posiada autonomię. Od wybrzeża Hiszpanii dzieli ją 12 mil (~22 km). Dwie główne grupy religijne to chrześcijanie i muzułmanie. W 2012 roku część ludności Ceuty, która utożsamiała się z wiarą rzymskokatolicką, wynosiła 68,0%, podczas gdy muzułmańska wynosiła 28,3%

## Historia
Ceuta założona została ok. 500 lat p.n.e. przez kupców fenickich z niedalekiej Kartaginy. Położona prawie na granicy znanego wówczas świata, była jednak punktem strategicznym, gdzie stykało się wiele kultur i rozwijał się handel. Początkowo w V wieku p.n.e. istniała tu miejscowość zwana przez Kartagińczyków Abyla lub Abila. Przybywający tu Grecy nazywali ją Heptadelfos – od siedmiu wzgórz wznoszących się nad miastem. Po upadku Kartaginy region ten znalazł się w sferze wpływów rzymskich. Od 45 r. istniała tu kolonia rzymska o nazwie Ad Septem Fratres (Siedmiu Braci), z czego po pewnym czasie zostało tylko Septem.
W 429 r. Wandalowie pod wodzą Genzeryka wypędzili Rzymian z miasta i przejęli nad nim kontrolę. Od 534 r. Ceutą władał cesarz bizantyński Justynian I, a około roku 616 została ona przyłączona do południowohiszpańskiego Królestwa Wizygotów.
Gdy w 710 roku armie Arabów dotarły do miasta, jego wizygocki namiestnik Julian nakłonił agresorów do opuszczenia tych terenów i inwazji na Półwysep Iberyjski (chodziło tu o prywatne porachunki wizygockiego króla Roderyka). Wkrótce Ceuta stała się głównym miejscem przerzutu wojsk do atakowanej Europy.
Po śmierci Juliana Arabowie przejęli całkowitą kontrolę nad miastem. Nazwali je po arabsku Sebtah, co przekształcono później w obecną Ceutę. Władał nim kalif Kordoby. Atakowane było ono często przez plemiona berberyjskie, najbardziej podczas buntu charydżytów. Po tej rewolcie dowodzonej przez Maysarę al-Haqira miasto zostało opuszczone. Zostało odbudowane w IX wieku przez Majakasa i jego plemię. Tak została zapoczątkowana dynastia Banu Isam. Po rozpadzie kordowiańskiego kalifatu w 1031 r. istniało tu jedno z niewielkich państw, zwanych taifa.
W 1309 r. Ceuta została zdobyta przez Fez z pomocą Aragończyków. W XII–XIV w. swe faktorie handlowe miały tu wszystkie ówczesne potęgi Morza Śródziemnego: Genua, Piza, Wenecja, Katalonia, Marsylia. 22 sierpnia 1415 miasto zostało zdobyte przez Portugalczyków pod wodzą Henryka Żeglarza. Sukces ten został okupiony stratą zaledwie 8 zabitych. Głównymi celami władcy Portugalii Jana I były przywrócenie chrześcijaństwa, zdobycie saharyjskiego złota, stworzenie szlaków handlowych dla niewolników i kości słoniowej.
W 1580 r. Ceutę zajęli Hiszpanie. Pozostawała w ich władaniu aż do roku 1640, kiedy to w czasie wojny miasto zdobyła Portugalia. O przynależności Ceuty do Hiszpanii zadecydował ostatecznie traktat lizboński. 1 stycznia 1688 król Alfons VI Zwycięski oficjalnie oddał Ceutę Karolowi II. Pomimo to w herbie Ceuty nadal widnieje herb portugalski.
W czasie wojny hiszpańsko-marokańskiej w l. 1859-1860 przez Ceutę szły wojska hiszpańskie do Maroka. Tu również w 1920 r. powstała Hiszpańska Legia Cudzoziemska. 17 lipca 1936 r. Ceuta była jednym z pierwszych ośrodków frankistowskiego puczu, będącego początkiem hiszpańskiej wojny domowej.
Gdy w 1956 Hiszpania uznała niepodległość Maroka, Ceuta została przyłączona do Hiszpanii jako integralna część jej terytorium.

## Geografia
W zachodniej części obszar Ceuty ma górzysty charakter, są to tereny wchodzące w skład gór Rif. Wschodnią część stanowi zaś skalisty cypel. Klimat podzwrotnikowy, śródziemnomorski. Roślinność skupia się w zachodniej części i jest to formacja twardolistna. Fauna jest uboga, powszechne jest jedynie ptactwo morskie i gatunki zwierząt przystosowane do życia w sąsiedztwie człowieka.

### Klimat
| Miesiąc | Sty  | Lut  | Mar  | Kwi  | Maj  | Cze  | Lip  | Sie  | Wrz  | Paź  | Lis  | Gru  | Roczna |
| --- | ---- | ---- | ---- | ---- | ---- | ---- | ---- | ---- | ---- | ---- | ---- | ---- | ------ |
| Średnie temperatury w dzień [°C]                                                                                                 | 15.8 | 15.9 | 17.4 | 19.1 | 21.9 | 25.7 | 28.9 | 28.5 | 25.8 | 22.8 | 18.8 | 16.4 | 21,5   |
| Średnie dobowe temperatury [°C]                                                                                                  | 13.4 | 13.7 | 14.8 | 16.4 | 18.8 | 22.3 | 24.9 | 25.0 | 22.8 | 20.2 | 16.4 | 14.3 | 18,6   |
| Średnie temperatury w nocy [°C]                                                                                                  | 11.0 | 11.4 | 12.2 | 13.6 | 15.7 | 18.8 | 20.9 | 21.5 | 19.8 | 17.5 | 14.0 | 12.1 | 15,7   |
| Opady [mm] | 122  | 145  | 90   | 57   | 21   | 3    | 1    | 3    | 37   | 82   | 127  | 161  | 849    |
| Średnia liczba dni z opadami | 8    | 9    | 6    | 6    | 4    | 1    | 0    | 0    | 2    | 7    | 7    | 10   | 60     |
| Wilgotność [%] | 72   | 75   | 68   | 71   | 66   | 67   | 61   | 70   | 72   | 75   | 73   | 73   | 70     |
| Źródło: Agencia Estatal de Meteorología (liczba dni z opadami dla wartości 1 mm, wysokość 87 m n.p.m., 1 km od morza, 2003–2010) |      |      |      |      |      |      |      |      |      |      |      |      |        |

## Miasta partnerskie
- Aci Catena, Włochy
- Algeciras, Hiszpania
- Kadyks, Hiszpania
- Guadalajara, Meksyk
- Melilla, Hiszpania
- Santarém, Portugalia